# ブロックくずし

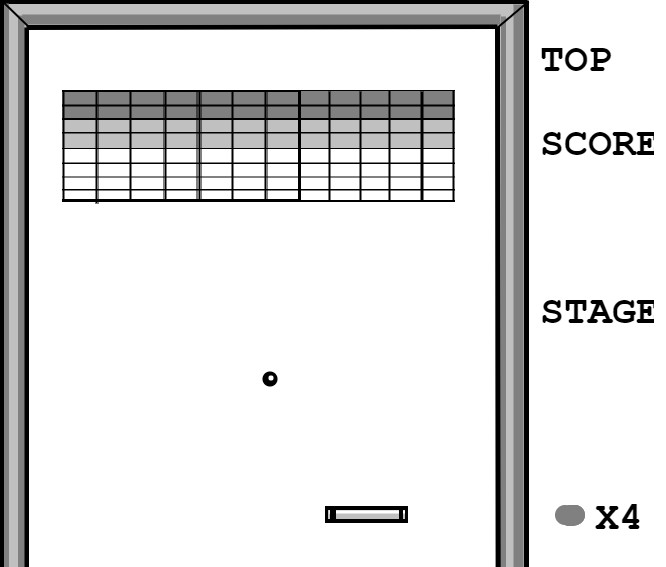
ゲーム画面のイメージ

ブロックくずし（ブロック崩し、Breakout clone）は、ビデオゲームのカテゴリの1つ。1970年代後半から1980年代にかけて登場した、いわゆる反射型ゲームの1種。
画面上を反射しながら移動するボールを、画面下部に落ちないように、パドル（バー）を左右に操作して打ち返し、煉瓦状に並べられたブロックを消していく。それまでの『ポン』タイプのゲームが二人プレイを前提としていたのに対して、一人でのプレイを前提とし、より変化に富んだプレイが可能となった。そのシンプルなゲーム性ゆえに今なお、携帯電話などで同種のゲームが提供されている。

## ゲーム作品
ブロックくずしとしての最初に発売されたゲーム作品は、アタリによるオリジナルの『ブレイクアウト』である。
ブレイクアウト
『ブレイクアウト』（Breakout）は、アタリによって開発され、1976年5月13日にリリースされたアーケードビデオゲーム。
1972年のアタリのアーケードゲーム『ポン』の影響を受けたNolanBushnellとSteveBristowの概念に基づいて、スティーブ・ウォズニアックによって設計された。

### 日本の『ブロックくずし』ゲーム作品事情
日本では早くから海外メーカーからのライセンス生産を行った、タイトーが発売したのが始まりである。さらにタイトーは、従来アップライト型しか無かった筐体に、テーブル型の筐体を開発した。これはタイトーが元々ジュークボックスの輸入販売で、あちこちの飲食店にコイン投入式機械を収める得意先を持っていたのがきっかけで、喫茶店で接客テーブルとゲーム機どちらでも使える筐体を置くことにより、店にとって効率良い営業を目指したものである。これは予想以上の成功を収め、喫茶店が大きなゲーム市場として開かれていった。以後テーブル筐体は同様にジュークボックス販売を行っていたタイトーの『スペースインベーダー』のヒット時にも起爆剤となり、1990年代までその姿が日本のあちこちで見られた。
日本の中堅ゲーム会社の多くは『ブロックくずし』でビデオゲームに参入した。主な会社だけでユニバーサル（後のアルゼ）を皮切りに、コナミ工業（後のコナミデジタルエンタテインメント→コナミアミューズメント、販売：レジャック）、新日本企画（後のSNK）、IPM（後のアイレム→アピエス）、豊栄産業（後のバンプレスト）、シグマ（後のKeyHolder）、サン電子、日本物産、データイースト等そうそうたるメーカーが並ぶ。任天堂（レジャーシステム）のアーケードデビュー作は『コンピューターオセロ』だが、2作目はやはり『ブロックフィーバー』でこれらのゲームのコンシューマー版も出している。最初からテーブル筐体やCPUを採用したメーカーもあった。
ナムコ（後のバンダイナムコエンターテインメント）はアタリとの距離が近かった時代であり、他社のブロックくずしがコピーゲームであるとしてアタリに何度も訴えた。しかし同社はAtari 2600の販売開始に必要な資金繰りに追われ、日本まで監視の手がまわらず、アメリカではコピーが流通しなかったことから、特別な対策をしなかった。のちにナムコもブロックくずしを発売したが、その頃には先発亜流メーカーにすっかり遅れをとっていた。
こうしたメーカーの激しい競合で、ブロックくずしの販売市場は飽和状態となり、各メーカーは障害物が登場する続編または追加基板キットを発売し、客離れを防ごうとした。だがそれは単純にゲームが難しくなっただけであり、改造基板も壊れ易くなり、ブロックくずしのブーム終焉を加速させてしまった。まだこうした新規メーカーにはオリジナルのゲームを作る力はなく、後述する『サーカス』のコピーゲームを作るのが関の山だった。その中で、タイトーがブロックくずしを下敷きとしたシューティングゲーム『スペースインベーダー』を発売し、成功を収めた。

#### 派生テレビゲームソフト
ズンズンブロック（タイトー）
『スーパーブレイクアウト』の1ゲームと同じで、ブロックが段々降りてくる。風車に当たると上に戻る。
キャッスルテイク（三共）
ブロックのある場所が和城の型をしており、全てブロックを消すと炎上する。当時としては極彩色だった。

### ブロック以外に当てるゲーム
オリジナル作品は全てのブロックを当てるのがゲーム目的であったが、プログラミング技術や開発者の構想（アイデア）が契機でブロック以外を当てることを目的とするゲーム作品も制作販売された。
ジービー（ナムコ）
ブロックの他にバンパーやスピナーといったピンボール的な得点要素が加わっている。翌年には『ボムビー』や、条件を満たすとモンスターが現れ、倒すと得点がもらえる等ボーナスキャラクターの増えた『キューティーQ』という続編も発表されている。
サーカス（Exidy）
シーソーを操作してピエロを飛ばし、画面上部の風船に当てる。日本でも多数のコピーゲームが作られた。
PT麻雀（IPM）
画面上部をスクロールする牌にボールを当て、14牌揃えて役を作る、日本初のアーケード麻雀ビデオゲーム。類似のコンセプトを持つゲームに『ジャンボウ』（SNK）がある。
フィールドゴール（タイトー）
アメリカンフットボールがモチーフで、ゴールの周囲を周っている選手（アメフトのヘルメット）を消し、ゴールに当てる。
ストレートフラッシュ（タイトー）
画面全体にトランプのマークや、トランプに関係したキャラクターが配置されている。5枚一組になっているトランプにボールを当てて表にするととボーナスが入る。
ピラミッド（三共）
『キャッスルテイク』のROM替えゲーム。画面上部にツタンカーメンをイメージしたライン画が描かれており、ボールをラインに当てることでスコアが加算される。ボールがラインの隙間に入るとバウンドして大量に得点が発生するので、当時としてはスコアがインフレ傾向にあった。ボールをターゲットに当てても消えないのでステージクリアの概念は無いが、ゲームが進むとラケット上部にピラミッド状の障害物が発生する。なお、三共はインベーダーブームを待つことなくゲーム業界から撤退した。
モンキーマジック（任天堂）
ブロックを配置して猿の顔が描かれている。ネーミングはゴダイゴによる当時のヒット曲より。
プランプポップ（タイトー）
前述の『サーカス』のアルカノイド調リメイク。シーソーがトランポリンに変更、またトランポリンを持つキャラクターに当たり判定がつくなどのアレンジがされたため、『サーカス』に存在した手詰まり（ミスを回避不可能な状態）はなくなった。

### リメイク作品
従来の完成型ブロック崩しの範畴を維持しつつ発売当時の要素を導入することで、完成度を高めたリメイク作品も発売された。
アルカノイド（タイトー）
タイトーが1986年に発表した、第二次ブロックくずしブームのきっかけとなったゲームである。敵キャラクターやパワーアップアイテムなど80年代半ば以降の要素を導入したことで、ユーザーに新しいゲームとして受け入れられ大ヒットした。アルカノイドの成功から、一時期他のゲーム会社も1970年代のゲームをリメイクした作品を発表することが増えたが、アルカノイド以上の成功をしたゲーム作品はなかった。
Vortex（アップル）
アップルが2006年に発表した、筒状のフィールド内を360°回転させる3Dタイプのブロックくずしゲーム。iPodのクリックホイールでパドルを操作する。

### システム配布型
初期の頃は難易度等を変更できるのみで従来の完成型ブロック崩しの範畴を越えていなかった。後に、画像、効果音、シナリオに加え、システムの根本動作や他のシステムを任意に取り入れたりと様々なカスタマイズが出来るタイプが主流となっている。同時に開発を支援するページが公開されており、多数の完成作品がweb上で公開されている。爆裂健の制作したJavaアプレット『Bakuretu Block Applet』は脱衣型ブロック崩しの草分けとして有名で、これをきっかけに同系統のシステムが登場した。

### オンライン型
インターネットブラウザ上で実行するタイプ。
主な脱衣系のブロックくずしシステム
- 爆裂ブロック崩し（Javaアプレット）
- 嘯めくり（Javaアプレット）
- B2（Flashアプリケーション）

### オンライン型ルール
おもに、ブロック崩しの通常ルールと変わらないが、アイテムが落ちてきたりすることもある。
たとえば、バーの動きが反対になる、玉の数が増える、鉄砲が使えるようになる、バーが伸びるなど。

### オフライン型
ダウンロードして実行するタイプ。
- 激烈ブロック崩し（Windowsアプリケーション）
- ICE BREAKER - ソニー・コンピュータエンタテインメントがPlayStation Homeに開設する「ゲームスペース」の中で無料提供されている。